# Alexander Knaster
Alexander Knaster (Mosca, 19 febbraio 1959) è un imprenditore britannico naturalizzato statunitense, miliardario e fondatore di Pamplona Capital Management, una società di private equity con sede a Londra che aiuta le imprese russe a investire all'estero.
In Italia è principalmente noto per essere, dal 2021, il maggiore azionista della squadra di calcio del Pisa.

## Biografia

### Carriera
Nato in Russia da una famiglia ebraica di accademici, si trasferì insieme ad essa negli Stati Uniti all'età di 16 anni. Knaster è laureato in ingegneria elettronica e matematica presso la Carnegie Mellon University, da lui frequentata con una borsa di studio. Nel 1980 accettò di lavorare come ingegnere per la Schlumberger sulle piattaforme petrolifere nel Golfo del Messico.
Dopo aver conseguito nel 1985 un master MBA presso la Harvard Business School e aver lavorato in diverse banche d'investimento, è tornato in Russia nel 1995 per lavorare come amministratore delegato della filiale russa di Credit Suisse First Boston. Ha inoltre conseguito un dottorato di ricerca in economia presso l'Accademia russa delle scienze. Nel 1998 si è dimesso da CSFB e ha accettato un'offerta di Mikhail Fridman per diventare CEO di Alfa Bank. Dopo anni di carriera e grazie alla sua esperienza nel settore bancario d'investimento, Knaster ha fondato Pamplona Capital Management nel 2004.
Nel gennaio 2021 ha acquisito una quota del 75% della società calcistica del Pisa, che, con due giornate d'anticipo, nella stagione 2024/2025 raggiunge la promozione in Serie A dopo 34 anni di assenza.

## Vita privata
Knaster è sposato con Irina, dal cui matrimonio ha quattro figli. Vive a New York.